# Disa ochrostachya
Disa ochrostachya är en orkidéart som beskrevs av Heinrich Gustav Reichenbach. Disa ochrostachya ingår i släktet Disa och familjen orkidéer. Inga underarter finns listade i Catalogue of Life.